# Schlacht bei Warna
Die Schlacht bei Warna (auch Varna) fand am 10. November 1444 zwischen osmanischen Truppen und einem polnisch-ungarischen Kreuzfahrerheer bei Warna statt. Die Osmanen unter Sultan Murad II. vernichteten dabei das Heer der Kreuzfahrer, das von Władysław III., dem König von Polen und Ungarn, und Johann Hunyadi kommandiert wurde. König Władysław fiel in dieser Schlacht.

## Historische Einordnung: Der letzte Kreuzzug
Ermuntert durch die für die Türken erfolglosen Belagerungen Belgrads 1440 und Hermannstadts 1442, den 1443 beginnenden Aufstand der Albaner unter Fürst Skanderbeg sowie abgesichert durch ein Bündnis mit Serbien und der Walachei, deren Fürsten Đurađ Branković und Vlad II. Dracul dem Sultan die Gefolgschaft verweigerten, war 1443 ein polnisch-ungarisches Kreuzfahrerheer vom serbischen Smederevo mit dem Ziel aufgebrochen, die drohende Eroberung Konstantinopels durch die Türken zu verhindern. Zudem hatte bereits 1440 der Papst nach einer katholisch-orthodoxen Kirchenunion auf dem Konzil von Florenz 1439 zum Kreuzzug aufgerufen. Tatsächlich ging es, trotz eines vorläufigen Sieges bei Sofia 1443, kaum um mehr als eine Verteidigung der ungarischen Grenzen.

## Verlauf des Kreuzzugs
Militärisch in der Defensive, vereinbarten Türken und Ungarn 1444 in Verhandlungen zunächst einen Friedensvertrag. Kardinal Giuliano Cesarini entband jedoch König Władysław III. von seinem Eid, der daraufhin den Marsch zum Schwarzen Meer fortsetzte. Statt der Serben, die ausschieden, schlossen sich Venedig und Burgund der Allianz an, wobei die Burgunder sich aber nicht am Kreuzzugsheer beteiligten, sondern das Gros der vom Papst initiierten und seinem Neffen kommandierten Kreuzzugsflotte stellten.
Nach der Eroberung und Zerstörung der Schlüsselfestung Schumen und dem weiteren Vordringen der Kreuzfahrer setzte der Sultan mit seiner Armee auf das europäische Ufer des Bosporus über und zog den Kreuzfahrern in Eilmärschen entgegen. Die Kreuzzugsflotte konnte das Übersetzen des türkischen Heeres von Kleinasien aus nicht verhindern, wobei sich die Quellen über die Gründe dafür widersprechen. Angeblich soll ein Sturm das weitere Vordringen der Kreuzzugsflotte verhindert haben, die mangelnde Koordination zwischen Heer und Flotte sowie Versorgungsprobleme derselben dürften aber auch eine nicht zu unterschätzende Rolle für die Inaktivität der Flotte gespielt haben. Schließlich hieß es auch, dass Venezianer und Genuesen dem Sultan gegen gute Bezahlung beim Übersetzen seiner Armee sogar geholfen hätten, weil sie aufgrund ihrer Handelsinteressen im östlichen Mittelmeer kein wirkliches Interesse an gestörten diplomatischen Beziehungen zum Osmanischen Reich haben konnten und den Kreuzzug darum allenfalls halbherzig unterstützt haben sollen.
Im polnisch-ungarischen Heer verstärkte sich inzwischen die Rivalität zwischen dem polnischen König Władysław III. (als Ulaszlo I. auch ungarischer König) und seinem ungarisch-siebenbürgischen Wojewoden Johann Hunyadi, dem nachgesagt wurde, als Reichsverweser lieber ohne König regieren zu wollen. In der Schlacht setzte sich anfänglich die überlegene Kavallerie der Kreuzfahrer durch und schlug sowohl die türkischen Plänkler als auch die schwere Kavallerie der Sipahi zurück. Die Türken wandten sich bereits zur Flucht, als Władysław III., der mit dem Erreichten noch nicht zufrieden war, eine letzte ebenso tollkühne wie riskante und unüberlegte Reiterattacke startete. Die Janitscharen jedoch widerstanden dem Angriff der ungarischen Kavallerie, bei der Władysławs III. Pferd stürzte und er unmittelbar nach dem Sturz getötet wurde. Die daraus resultierende Panik unter den Kreuzfahrern führte zu deren kopfloser Flucht und bescherte den osmanischen Truppen schließlich den Sieg. Hunyadi konnte mit einiger Mühe vom Schlachtfeld fliehen, der päpstliche Kardinallegat Giuliano Cesarini, der ebenfalls an der Schlacht teilgenommen hatte, kam hingegen während des chaotischen Rückzugs des Kreuzfahrerheeres ums Leben.

## Folgen
Da die Türken zunächst nach Süden in Richtung Griechenland weiterzogen, konnte Hunyadi die Fortsetzung des Kampfes vorbereiten. Zusammen mit serbischen Truppen zogen die Ungarn zur Unterstützung der Albaner, wurden aber 1448 in der zweiten Schlacht auf dem Amselfeld erneut geschlagen. Der türkischen Eroberung Konstantinopels 1453, Rest-Serbiens 1459, Süd-Griechenlands (Herzogtum Athen 1456, Despotat Morea 1460), der rumänischen Walachei, die 1462 in ein Vasallenverhältnis gezwungen wurde, Bosniens 1463 und Albaniens 1478 stand nichts mehr entgegen. Lediglich das erneut belagerte Belgrad konnte Hunyadi 1456 erfolgreich verteidigen, die Stadt wurde erst 1521 von den Türken erobert und fiel unmittelbar an das Osmanische Reich.

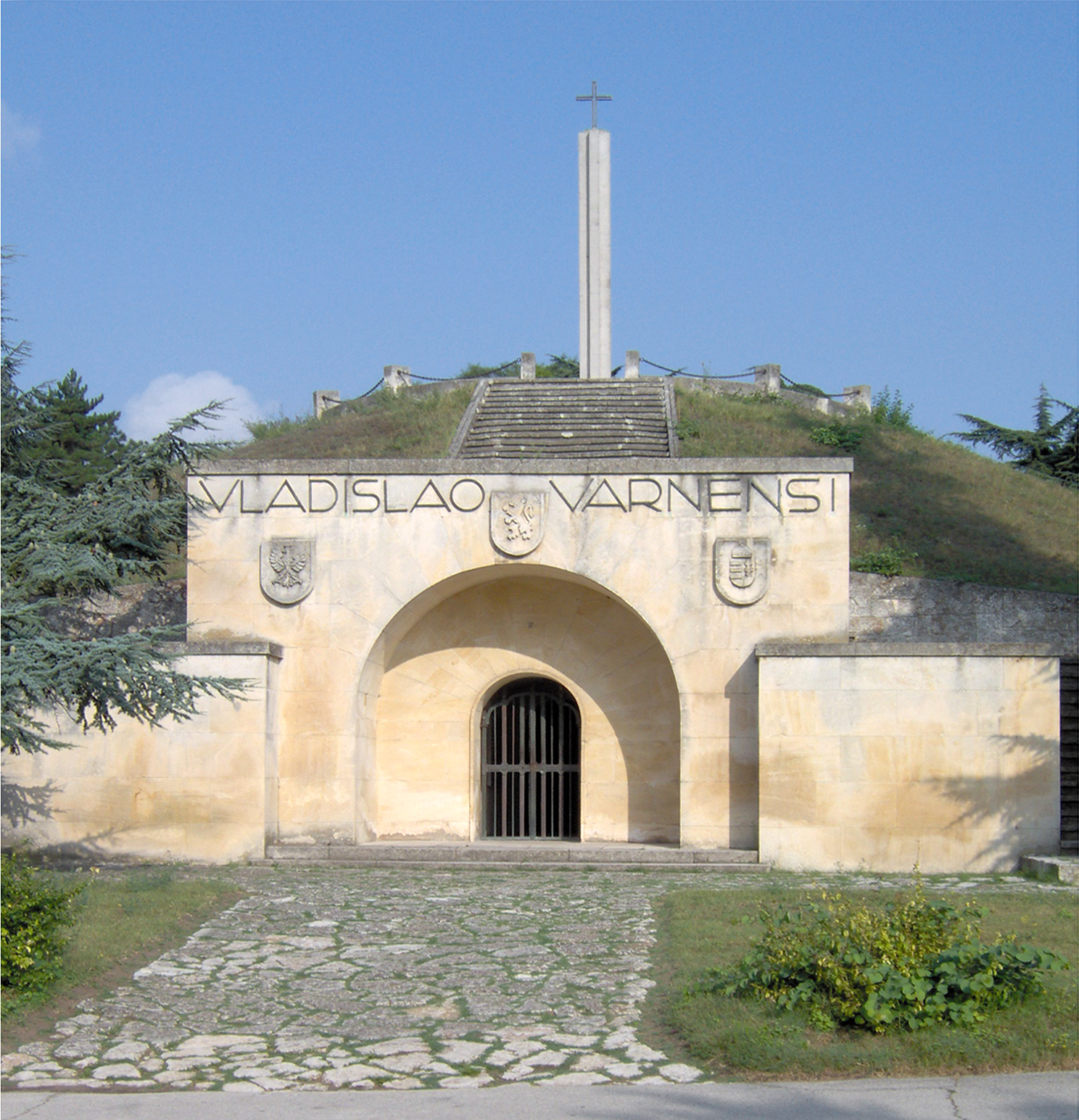
Einem thrakischen Grabhügel nachgebildetes Mahnmal der Schlacht bei Warna
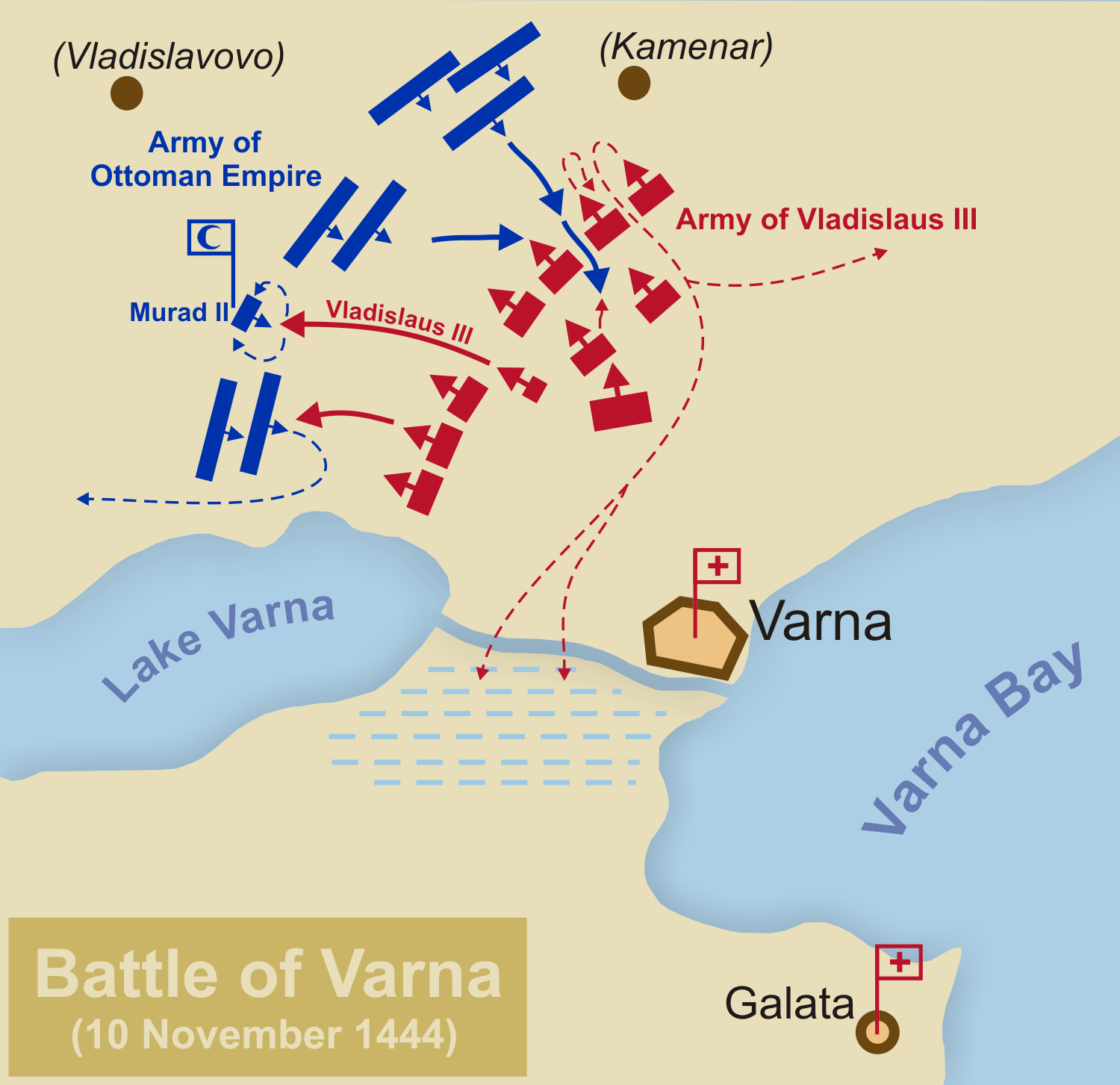
Darstellung der Schlacht von Warna

## Rezeption
In der Historienmalerei beschäftigten sich mit der Schlacht bei Warna die polnischen Maler Jan Matejko und Stanisław Chlebowski.

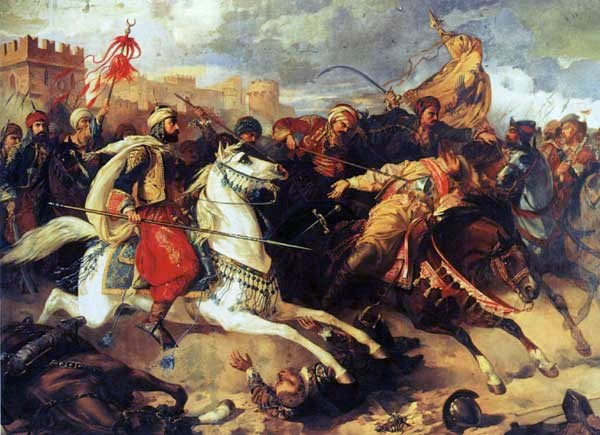
Schlacht bei Warna, Gemälde von Stanisław Chlebowski
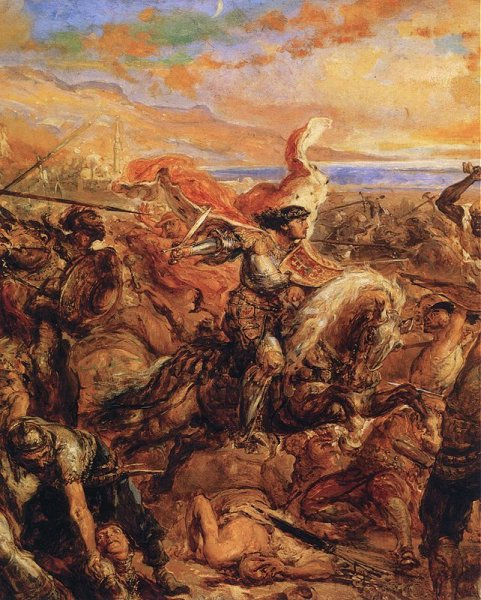
König Władysław III. während der Schlacht bei Warna (nationalromantisches Gemälde von Jan Matejko, 1879)